# Peter Wolf (Politiker, 1877)
Peter Wolf (* 22. Juli 1877 in Unterrosphe (Stadt Wetter (Hessen)); † 14. März 1939 in Marburg) war ein deutscher Politiker (SPD) und Abgeordneter des Provinziallandtages der preußischen Provinz Hessen-Nassau.

## Leben
Peter Wolf war der Sohn des Tagelöhners Georg Wolf und dessen Ehefrau Elisabeth Hamel. Nach seiner Schulausbildung erlernte er den Beruf des Kaufmanns und wurde Expedient. Er betätigte sich politisch und trat der SPD bei. Als einer deren Vertreter erhielt er 1930 einen Sitz im Kurhessischen Kommunallandtag des Regierungsbezirks Kassel, aus dessen Mitte er zum Abgeordneten des Provinziallandtages der Provinz Hessen-Nassau bestimmt wurde. Er war hier Mitglied des Eingabeausschusses und blieb bis 1932 in den Parlamenten.
Wolf war zuletzt als Geschäftsführer in Marburg tätig. 